# 虎斑乌贼
虎斑乌贼（学名：Sepia pharaonis），又名法老墨魚、法老烏賊，俗名「花枝」，是墨魚目墨魚科乌贼属的一种。主要分布于中国大陆、台湾，常在浅海区产卵，冬季栖于水深100米左右，经济种。